# Danh sách đơn vị hành chính Trung Quốc theo mật độ dân số
Dưới đây là danh sách các đơn vị hành chính của Cộng hoà nhân dân Trung Hoa bao gồm tất cả các tỉnh, khu tự trị, đặc khu hành chính và thành phố trực thuộc trung ương. Lưu ý mật độ dân số được tính vào thời điểm cuối năm 2004

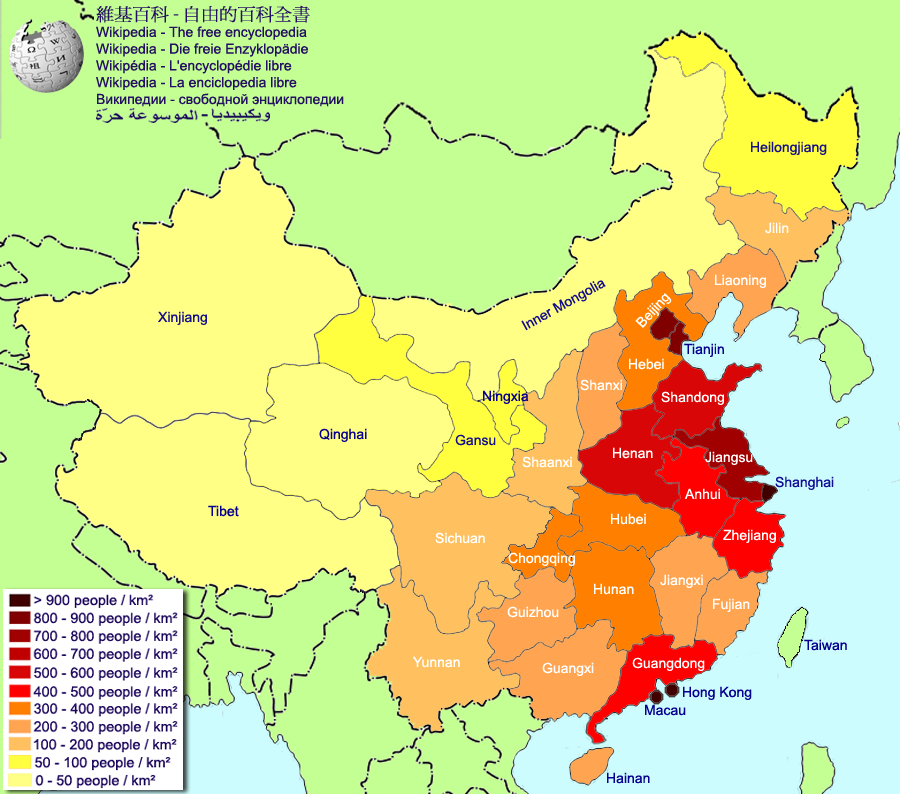
Bản đồ thể hiện mật độ dân số các đơn vị hành chính của CHND Trung Hoa

1. Đặc khu Macau - 16.921
2. Đặc khu Hong Kong - 6.380
3. Thành phố Thượng Hải - 2.747
4. Thành phố Bắc Kinh - 888
5. Thành phố Thiên Tân - 859
6. Giang Tô - 724Bản đồ thể hiện mật độ dân số các đơn vị hành chính của CHND Trung Hoa
7. Sơn Đông - 586
8. Hà Nam - 582
9. Quảng Đông - 467
10. Chiết Giang - 463,7
11. An Huy - 463,5
12. Thành phố Trùng Khánh - 379
13. Hà Bắc - 363
14. Hồ Bắc - 324
15. Hồ Nam - 316
16. Phúc Kiến - 289,2
17. Liêu Ninh - 289
18. Giang Tây - 257
19. Hải Nam - 241
20. Quý Châu - 222
21. Sơn Tây - 213
22. Quảng Tây - 207
23. Thiểm Tây - 180
24. Tứ Xuyên - 179,9
25. Cát Lâm - 145
26. Vân Nam - 112
27. Ninh Hạ - 89,1
28. Hắc Long Giang - 83,0
29. Cam Túc - 57,7
30. Nội Mông - 20,2
31. Tân Cương - 11,8
32. Thanh Hải - 7,48
33. Tây Tạng - 2,23

- Trung Hoa dân quốc - 626,98